# مرکز حقوق بشر فلسطین
مرکز حقوق بشر فلسطین (به عربی: (به عربی: المركز الفلسطيني لحقوق الإنسان‌)) یا به‌طور مخفف پی‌سی‌اچ‌آر (به انگلیسی: PCHR) در سال ۱۹۹۵، توسط تعدادی از وکلای فلسطینی و فعالان حقوق بشر در شهر غزه و زیر نظر شورای حقوق بشر سازمان ملل آغاز بکار کرد. از وظایف این مرکز می‌توان به حفاظت و احترام به حقوق بشر، پشتیبانی از نقش اعلامیه جهانی حقوق بشر و همه توافقنامه‌های بشردوستانه در تصمیم‌گیری‌های جهانی و صیانت از حقوق مردم فلسطین بر طبق قوانین بین‌المللی است.
این مرکز گزارش‌ها، نتیجه تحقیقات و همچنین مطالعات خود را از نگرانی‌های این مرکز در مورد وضع مردم فلسطین منتشر می‌کند و راهکارها و پیشنهادها خود را در جهت بهبود وضعیت مردم فلسطین ارائه می‌دهد. زمینه تحقیقات این مرکز غالباً پیرامون تخطی‌هایی است که دولت‌های اسرائیل و فلسطین در مواجه با مردم فلسطین مرتکب می‌شوند.